# Kvævenutane
Kvævenutane är en bergstopp i Antarktis. Den ligger i Östantarktis. Norge gör anspråk på området. Toppen på Kvævenutane är 2 430 meter över havet, eller 368 meter över den omgivande terrängen. Bredden vid basen är 6,0 km.
Terrängen runt Kvævenutane är platt åt nordväst, men åt sydost är den kuperad. Trakten är obefolkad. Det finns inga samhällen i närheten. 